# Kenneth Grahame
Kenneth Grahame (ur. 8 marca 1859 w Edynburgu, zm. 6 lipca 1932 w Pangbourne, Berkshire) – brytyjski ekonomista i pisarz, pochodzenia szkockiego.
W latach 1908–1918 pracownik Banku Anglii wysokiego szczebla. Zasłynął pełnymi humoru powieściami Złoty wiek (1895) i Wyśnione dni (której częścią jest Opieszały smok) (1898); współcześnie ceniony przede wszystkim za powieść O czym szumią wierzby (1908), opowiadającej o przygodach Ropucha i jego przyjaciół – Kreta, Pana Borsuka i Szczura. Na jej podstawie powstały filmy i seriale telewizyjne, w tym w latach 1984–1990 serial animowany uważany za najwierniejszą adaptację. Jest także autorem Pagan Papers (1893) i The Headswoman (1898).